# Sericopelma dota
Sericopelma dota é uma espécie de aranha pertencente à família Theraphosidae (tarântulas).